# Tim Johnson (Radsportler)
Timothy Johnson (* 5. August 1977 in Middleton, Oregon) ist ein ehemaliger US-amerikanischer Radrennfahrer.

## Sportliche Laufbahn
Johnson begann seine Karriere 2001 bei dem Saturn Cycling Team. Er wurde dort gleich in seinem ersten Jahr nationaler Crossmeister der Vereinigten Staaten. Nachdem er 2003 die Bergwertung der Tour de Toona gewonnen hatte, sicherte er sich zwei Etappensiege der Herald Sun Tour sowie den Sieg in der Gesamtwertung. Im folgenden Jahr fuhr er für die spanische Mannschaft Saunier Duval-Prodir, blieb aber erfolglos. Ab 2006 fuhr Johnson für das US-amerikanische Professional Continental Team Health Net-Maxxis. Bis zu seinem Karriereende im Jahr 2014 gewann er mindestens 54 Cyclocross-Rennen. Fünf Mal wurde er nationaler Meister im Cyclocross.
Tim Johnson ist verheiratet mit der kanadischen Radsportlerin Lyne Bessette (Stand 2017).

## Erfolge

### Cyclocross

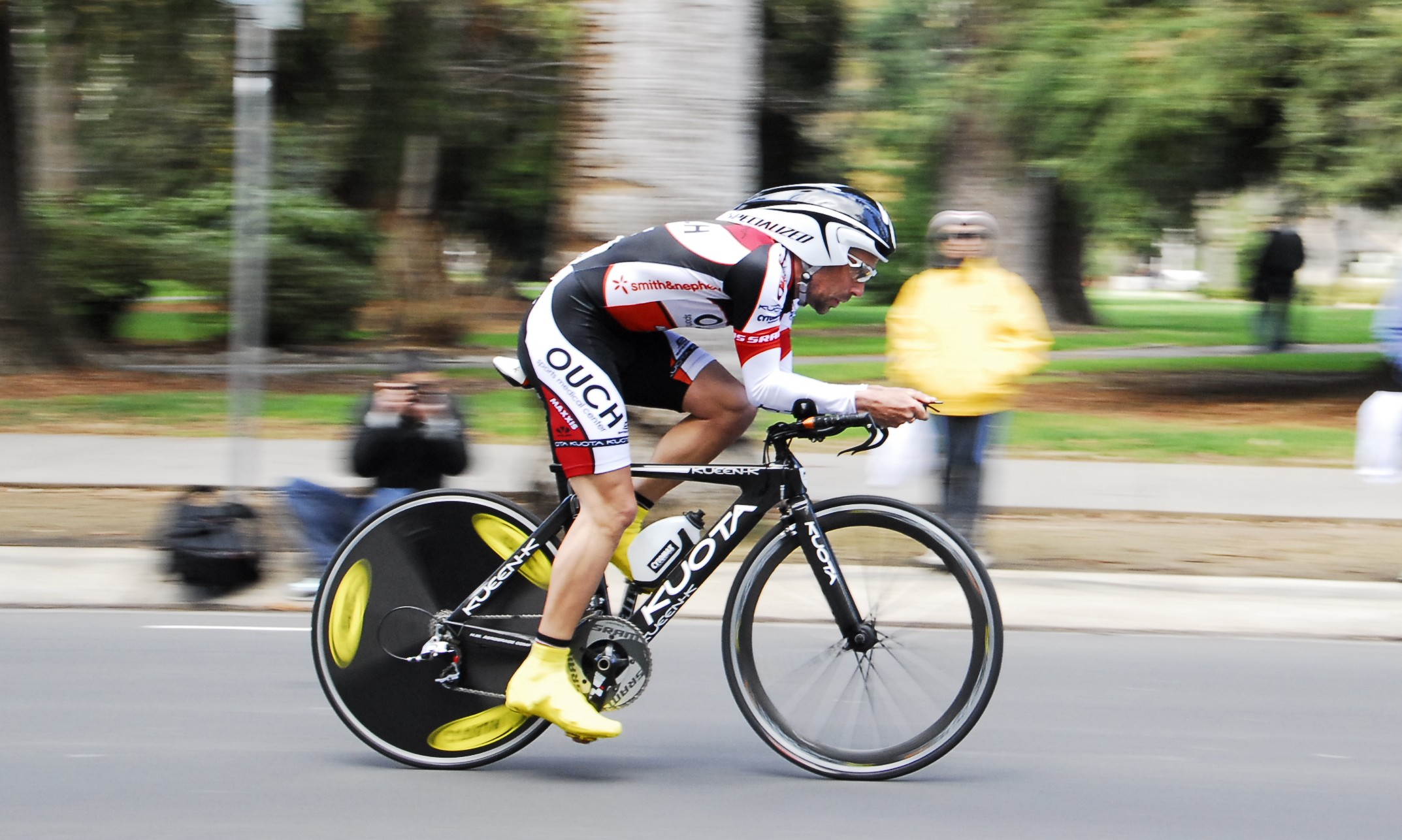
Timothy Johnson bei der Tour of California 2009

1998/1999
- U23-Weltmeisterschaft
- US-amerikanischer U23-Meister

1999/2000
- US-amerikanischer U23-Meister

2000/2001
- US-amerikanischer Meister

2007/2008
- Granogue Cross, Wilmington
- USGP of Cyclocross – Derby City Cup 2, Louisville
- USGP of Cyclocross – Portland Cup 1, Portland-Hillsborough
- US-amerikanischer Meister

2008/2009
- Rad Racing Grand Prix, Lakewood
- USGP of Cyclocross #2 – Derby City Cup, Louisville
- National American Trophy #6 – Boulder Cup, Boulder
- Centennial Park Cross 2, Etobicoke
- USGP of Cyclocross #3 – Mercer Cup, West Windsor
- USGP of Cyclocross #5 – Portland Cup, Portland

2009/2010
- Grand Prix of Gloucester 2, Gloucester
- Providence Cyclocross 1, Providence
- Providence Cyclocross 2, Providence
- Toronto International Cyclo-Cross 1, Toronto
- USGP of Cyclocross – Derby City Cup 2, Louisville
- Blue Sky Velo Cup, Longmont
- Boulder Cup, Boulder
- USGP of Cyclocross – Mercer Cup 2, West Windsor
- Super Cross Cup 1, Southampton
- Super Cross Cup 2, Southampton
- US-amerikanischer Meister

2010/2011
- Schoolhouse Cyclocross, Williston
- Catamount Grand Prix, Williston
- USGP of Cyclocross Planet Bike Cup 2, Sun Prairie
- Grand Prix of Gloucester 2, Gloucester
- Providence Cyclocross 1, Providence
- Providence Cyclocross 2, Providence
- USGP of Cyclocross – Derby City Cup 1, Louisville
- Boulder Cup C1 Cyclocross, Boulder
- USGP of Cyclocross – Mercer Cup 2, West Windsor

2011/2012
- Jingle Cross Rock – Rock 3, Iowa City
- Cyclocross LA 1, Los Angeles

2012/2013
- The Jingle Cross Rock – Rock 2, Iowa City
- The Jingle Cross Rock – Rock 3, Iowa City
- CXLA Weekend 2, Los Angeles
- USGP of Cyclocross – Deschutes Cup 2, Bend

2013/2014
- Catamount Grand Prix 1, Williston
- Lionhearts International, Mason
- Harbin Park International, Cincinnati
- Jingle Cross Rock – Rock 3, Iowa City
- Super Cross Cup 1, Stony Point
- Super Cross Cup 2, Stony Point
- Deschutes Brewery Cup, Bend

### Straße
2003
- zwei Etappen und Gesamtwertung Herald Sun Tour

## Teams
- 2000 Yahweh-Tokyo Joe's-Pepsi
- 2001 Saturn
- 2002 Saturn
- 2003 Saturn
- 2004 Saunier Duval-Prodir
- 2005 Jittery Joe's-Kalahari
- 2006 Health Net-Maxxis
- 2007 Health Net-Maxxis
- 2008 Health Net-Maxxis
- 2009 OUCH-Maxxis
- 2010 UnitedHealthcare-Maxxis
- 2011 Cannondale/Cyclocrossworld.com
- 2012 Cannondale/Cyclocrossworld.com
- 2013 Cannondale Cyclocross World/Pony Shop